# Campo Pajoso
Campo Pajoso ist eine Ortschaft im Departamento Tarija im südlichen Bolivien nahe der Grenze zu Argentinien.

## Lage im Nahraum
Campo Pajoso ist eine Gemeinde im südwestlichen Teil des Municipio Yacuiba in der Provinz Gran Chaco. Der Ort liegt auf einer Höhe von 617 m  an der Bahnstrecke zwischen den Städten Santa Cruz in Bolivien und Salta in Argentinien. Nächstgelegene Ortschaft sind Palmar Chico drei Kilometer nördlich von Campo Pajoso und San Isidro mit dem Flughafen von Yacuiba acht Kilometer südlich der Ortschaft. Westlich der Ortschaft in einer Entfernung von fünf Kilometern zieht sich von Norden nach Süden der Höhenzug der Serranía Aguaragüe hin, der hier Höhen von über 1200 m erreicht.

## Geographie
Campo Pajoso liegt am Südostrand der bolivianischen Anden-Kette im Tiefland des subtropischen Gran Chaco, der sich über Nordwest-Paraguay. Nordost-Argentinien und Südost-Bolivien erstreckt. Das Klima ist subtropisch mit heißem feuchten Sommer und mäßig warmem und trockenen Winter.
Die Jahresdurchschnittstemperatur liegt bei knapp 22 °C, die durchschnittlichen Monatswerte schwanken zwischen 15 °C im Juni/Juli und 26 °C im Januar (siehe Klimadiagramm Yacuiba). Der Jahresniederschlag beträgt knapp 1100 mm, bei einer viermonatigen Trockenzeit von Juni bis September mit Monatsniederschlägen unter 15 mm und einer Feuchtezeit von Dezember bis März mit 160–200 mm Monatsniederschlag.
Gemäß der Klimaklassifikation von Köppen-Geiger ist das Klima von Campo Pajoso feucht-subtropisch (Cwa-Klima).

## Verkehrsnetz
Campo Pajoso liegt 327 Straßenkilometer südöstlich von Tarija, der Hauptstadt des Departamentos, und dreizehn Kilometer nördlich der Grenzstadt Yacuiba.
Von Tarija aus führt die Nationalstraße Ruta 11 in östlicher Richtung über die Städte Entre Ríos und Palos Blancos 250 Kilometer bis Villamontes. Dort trifft sie auf die nord-südlich verlaufende Ruta 9, die nach Süden über Sachapera und Palmar Chico nach Campo Pajoso und weiter über Yacuiba zur argentinischen Grenze führt.
In Campo Pajoso zweigt die Ruta 29 nach Westen hin ab, durchschneidet die Serranía Aguaragüe und erreicht nach 23 Kilometern die Ortschaft Caraparí. Von dort aus führt die Ruta 29 weiter nach Norden bis Palos Blancos, gleichzeitig führt von Caraparí aus die Ruta 33 ganz nach Süden bis Bermejo an der argentinischen Grenze.

## Bevölkerung
Die Einwohnerzahl der Ortschaft ist in den vergangenen beiden Jahrzehnten um etwa ein Drittel angestiegen:
| Jahr | Einwohner | Quelle       |
| ---- | --------- | ------------ |
| 1992 | 772       | Volkszählung |
| 2001 | 631       | Volkszählung |
| 2012 | 1 012     | Volkszählung |
| 2024 |           | Volkszählung |